# Vincent Poirier
Vincent Poirier (Clamart, 17 de outubro de 1993) é um francês basquetebolista profissional que atualmente joga pelo Real Madrid Basket na Liga Espanhola de Basquetebol.

## Carreira profissional

### Europa
Poirier começou a jogar basquete em maio de 2010 no Bussy Basket Club. Na temporada de 2013-14, ele terminou como o maior reboteiro do Campeonato Espoirs com médias de 12 pontos, 10,8 rebotes, 1,6 assistências e 2,9 turnovers em 30 jogos.
Em 24 de abril de 2014, ele assinou um contrato de três anos com a Paris-Levallois. E foi emprestado ao Hyères-Toulon da Pro B. Ele teve um bom começo de temporada sendo um sólido jogador de rotação. Em 14 de fevereiro de 2015, ele contribuiu para o sucesso de sua equipe contra o Angers, terminando o jogo com 10 pontos e 4 rebotes em apenas 10 minutos.
Na temporada de 2015-16, ele retornou ao Paris-Levallois. A partir de dezembro, ele recebeu uma licença especial que lhe permitiu jogar pelo Paris-Levallois e pelo CFBB no National 1. Em dezembro de 2015, Frédéric Fauthoux substituiu Antoine Rigaudeau como treinador, o que permitiu a Poirier ter uma chance para mostrar seu potencial. Em abril de 2016, ele foi nomeado MVP da rodada depois de terminar o jogo contra o BCM Gravelines-Dunkerque com 23 pontos, 12 rebotes e 2 assistências.
Em julho de 2016, ele participou da Summer League jogando pelo Orlando Magic. Em cinco jogos, ele obteve médias de 4,2 pontos, 4,4 rebotes, 0,6 assistências e 0,4 bloqueios em 11,5 minutos por jogo.
Em 14 de junho de 2017, Poirier assinou um contrato de três anos com o Baskonia da Liga Espanhola de Basquetebol e da Euroliga. Na temporada de 2018-19, Poirier liderou a Euroliga em rebotes com média de 8,3 por jogo. Em 10 de maio de 2019, Poirier ganhou um lugar na Segunda-Equipe da All-EuroLeague.

### NBA
Em 15 de julho de 2019, Poirier saiu do Baskonia para assinar um contrato com o Boston Celtics da NBA.
Em 19 de novembro de 2020, Poirier foi negociado com o Oklahoma City Thunder em troca de uma futura escolha de segunda rodada. Em 8 de dezembro, Poirier, junto com Danny Green e Terrance Ferguson, foram negociados com o Philadelphia 76ers.
Em 25 de março de 2021, Poirier foi negociado com o New York Knicks em uma troca que também envolvia o Oklahoma City Thunder.

## Estatísticas

### NBA

#### Temporada regular
| Ano     | Equipe | PJ | PT | MPJ | AP   | 3P   | LL   | RT  | AS | BR | TO | PPJ |
| ------- | ------ | -- | -- | --- | ---- | ---- | ---- | --- | -- | -- | -- | --- |
| 2019–20 | Boston | 22 | 0  | 5.9 | .472 | .500 | .857 | 2.0 | .4 | .1 | .4 | 1.9 |

### Euroliga
| Ano      | Equipe   | PJ | PT | MPJ  | AP   | 3P   | LL   | RT  | AS  | BR | TO | PPJ  |
| -------- | -------- | -- | -- | ---- | ---- | ---- | ---- | --- | --- | -- | -- | ---- |
| 2017–18  | Baskonia | 34 | 23 | 17.9 | .573 | .000 | .725 | 5.2 | 1.0 | .6 | .9 | 8.2  |
| 2018–19  | Baskonia | 34 | 26 | 25.6 | .617 | .000 | .731 | 8.3 | 1.1 | .8 | .8 | 11.9 |
| Carreira | Carreira | 68 | 49 | 21.7 | .595 | .000 | .728 | 6.7 | 1.0 | .7 | .8 | 10.0 |

Fonte: